# Alan Bates
Sir Alan Bates CBE (Allestree, Derbyshire, 17 de febrer del 1934 - Londres, 27 de desembre de 2003) va ser un actor anglès.

## Biografia
Alan Bates va néixer el 1934 en una família amant de la música. Dels seus pares va heretar l'interès envers l'art i, per això, es matriculà a la Reial Acadèmia d'Art Dramàtic. Els seus orígens humils feren d'ell, juntament amb David Hemmings i Albert Finney, l'encarnació d'un cert tipus de jove viril, ple de força, disposat a posar en qüestió la realitat vigent. Així ho demostrà al Royal Court de Londres en les quals representà obres de John Osborne.
El 1960 passaria juntament amb Finney i Hemmings a convertir-se en un dels rostres més coneguts del Free Cinema, encarnant, en paraules de Juan Tejero: "l'home del carrer, atormentat i dotat d'una forta càrrega sexual". Aquesta imatge quedà assentada arran de les seves intervencions en The Entertainer (L'animador) o en Aquesta classe d'amor (1963), cinta recompensada amb l'Os d'Or en el Festival de Berlín.
La seva popularitat es disparà amb l'estrena de Zorba the Greek (1965) en la qual donà vida a un novel·lista tímid. A aquest títol varen afegir-s'hi Rei de cors i Lluny del mundanal soroll, adaptació de Thomas Hardy a càrrec de John Schlesinger en la qual es posà en la pell d'un pastor pensatiu. A finals de la dècada obtingué una candidatura a l'Òscar al millor actor per The Fixer, film de suspens del realitzador progressista John Frankenheimer.
El 1970 protagonitzà juntament amb Oliver Reed un dels majors escàndols cinematogràfics de la dècada en enfrontar un comentat nu masculí que en l'estat espanyol fou censurat per la dictadura franquista. La pel·lícula era Dones enamorades, adaptació de D.H. Lawrence, realitzada per Ken Russell, no per casualitat un dels directors més provocadors de la campinya anglesa. Aquell mateix any es sumà al repartiment d'El missatger, basada en la novel·la de L.P. Hartley, i que provocà també un cert revol per la seva res complaent visió del matrimoni, la peça angular de la societat. En ella Bates incorporà Leo Burguess, un capatàs granger que se citava amb la seva amant a través de les cartes que aquest li feia arribar de les mans d'un innocent nen.
Justament en ple èxit, Alan Bates se centrà en la seva activitat teatral, i ni tan sols va intervenir en títols populars com Tres germanes, al costat de John Plowright, La rosa, Una dona descasada o El retorn del soldat.
A principis dels anys 90 el seu nom saltà a primera pàgina quan acceptà ésser Claudi en la versió de Hamlet dirigida per Franco Zeffirelli, en què Bates hi encarnà la corrupció del poder, la traïció i la cobdícia.
Varen passar deu anys fins que tornà a obtenir un paper important. Robert Altman sol·licità els seus serveis per Gosford Park, on hi interpretà un majordom l'aparent dignitat del qual decau en revelar-se un imperdonable secret que fa que la seva disciplina se'n vagi en orris. A partir d'aquest paper Alan Bates "tornà" al cinema de forma més regular amb papers de repartiment en films com Motham: l'última profecia, La sentència o Evelyn. Com a conseqüència d'aquest èxit arribà al títol de Sir.
El 27 de desembre del 2003 en ple èxit, un càncer de fetge posà fi a la seva vida, dos mesos després que un infart posés fi a l'existència del seu compatriota David Hemmings.

## Filmografia
- It's Never too Late (1956)
- The Entertainer (1960)
- Whistle Down the Wind (1961)
- A Kind of Loving (1962)
- The Caretaker (1963)
- The Running Man (1963)
- Zorba the Greek (1964)
- Nothing But the Best (1964)
- Once Upon a Tractor (1965)
- Georgy (Georgy Girl) (1966)
- King of Hearts (1966)
- Lluny del brogit mundà (Far from the Madding Crowd) (1967)
- The Fixer (1968)
- Dones enamorades (Women in Love) (1969)
- Three Sisters (1970)
- El missatger (1970)
- Story of a Love Story (1973)
- Butley (1974)
- In Celebration (1975)
- Royal Flash (1975)
- Una dona separada (An Unmarried Woman) (1978)
- El crit (The Shout) (1978)
- The Rose (1979)
- Nijinsky (1980)
- Rece do góry (1981)
- Quartet (1981)
- The Return of the Soldier (1982)
- Hospital Britannia (Britannia Hospital) (1982)
- The Wicked Lady (1983)
- Duet for One (1986)
- Rèquiem pels que han de morir (A Prayer for the Dying) (1987)
- We Think the World of You (1988)
- Força major (Force majeure) (1989)
- 102 Boulevard Haussmann (1990)
- Hamlet (1990)
- Dr. M (1990)
- Losing Track (1992)
- Silent Tongue (1994)
- Pervers com a Sir Hugo Coal (1995)
- Oliver's Travels (tv) (1995)
- Nicholas' Gift (1998)
- St. Patrick: The Irish Legend (2000)
- Gosford Park (2001)
- The Sum of All Fears (2002)
- Mothman: l'última profecia (The Mothman Prophecies) (2002)
- Evelyn (2002)
- La sentència (The Statement) (2003)

## Premis i nominacions

### Nominacions
- 1963: BAFTA al millor actor britànic per A Kind of Loving
- 1967: Globus d'Or al millor actor musical o còmic per Georgy Girl
- 1967: Globus d'Or a la millor nova promesa masculina per Georgy Girl
- 1968: Globus d'Or al millor actor dramàtic per Far from the Madding Crowd
- 1969: Oscar al millor actor per The Fixer
- 1969: Globus d'Or al millor actor dramàtic per The Fixer
- 1970: BAFTA al millor actor per Women in Love
- 1992: BAFTA al millor actor secundari per Hamlet